# The Oner
"The Oner" es el segundo episodio de la serie de televisión de comedia satírica estadounidense The Studio. El episodio fue escrito por el cocreador de la serie, Peter Huyck, y dirigido por los cocreadores Seth Rogen y Evan Goldberg. Se lanzó en Apple TV+ el 26 de marzo de 2025.
La serie sigue a Matt Remick, el recién nombrado director de la productora cinematográfica Continental Studios. Intenta salvar a una empresa en crisis en una industria que atraviesa rápidos cambios sociales y económicos. En este episodio, Matt y Sal llegan a un set de filmación, donde Sarah Polley está intentando obtener una toma "sin cortes". El episodio se presenta como una escena sin cortes.
El episodio recibió elogios de la crítica, y los críticos elogiaron el formato, el humor y las actuaciones del episodio.

## Trama
Matt y Sal llegan a una casa donde Sarah Polley está dirigiendo un drama romántico protagonizado por Greta Lee. Aunque Matt quiere que la película use la técnica sin cortes para una escena ambientada al atardecer, Polley todavía quiere dinero extra para licenciar "You Can't Always Get What You Want" en la película.
A Polley le molestan las sugerencias y la presencia de Matt en el set, y Patty también intenta que deje de intervenir. Durante sus intentos de filmar la toma única, un cigarrillo que Lee tiene que fumar se apaga, lo que los obliga a volver a reunirse rápidamente. Más tarde, Matt se queja de que la transmisión en vivo de la cámara no funciona correctamente, a pesar de que le dijeron que todavía funciona. Habla demasiado alto, distrayendo a Lee y arruinando otra toma. Después de que Patty amenaza con filtrar un video de él haciendo un comentario racista, Sal se ve obligado a hablar con Matt para que se vaya, informándole que Polley y Patty no lo quieren en el set. Matt se encuentra con Lee, quien lo elogia por sus sugerencias pero también le pide un jet privado para la gira de prensa de la película.
Mientras comienza otra toma, Matt aprovecha para ir al baño, pero al salir y hablar con Lee sobre la gira de prensa, se da cuenta de que estaban filmando y arruinó la toma nuevamente. Mientras intenta irse, se resbala accidentalmente y se lesiona, lo que obliga a Polley a traerlo de vuelta con ella, ya que necesitan la captura lo antes posible. Lee vuelve a filmar la escena casi a la perfección, pero no puede completarla porque la escena requiere que ella se aleje y el auto de Matt bloquea la entrada. Polley persigue furioso a Matt fuera del set, pero éste pierde más tiempo porque olvidó las llaves de su coche después de un cambio de ropa previo. Mientras Matt y Sal se alejan de la casa, Sal recibe un mensaje de texto donde le informan que el equipo no pudo tomar la fotografía porque ya era de noche.

## Producción

### Desarrollo
El episodio fue escrito por el cocreador de la serie, Peter Huyck, y dirigido por los cocreadores Seth Rogen y Evan Goldberg.

### Casting

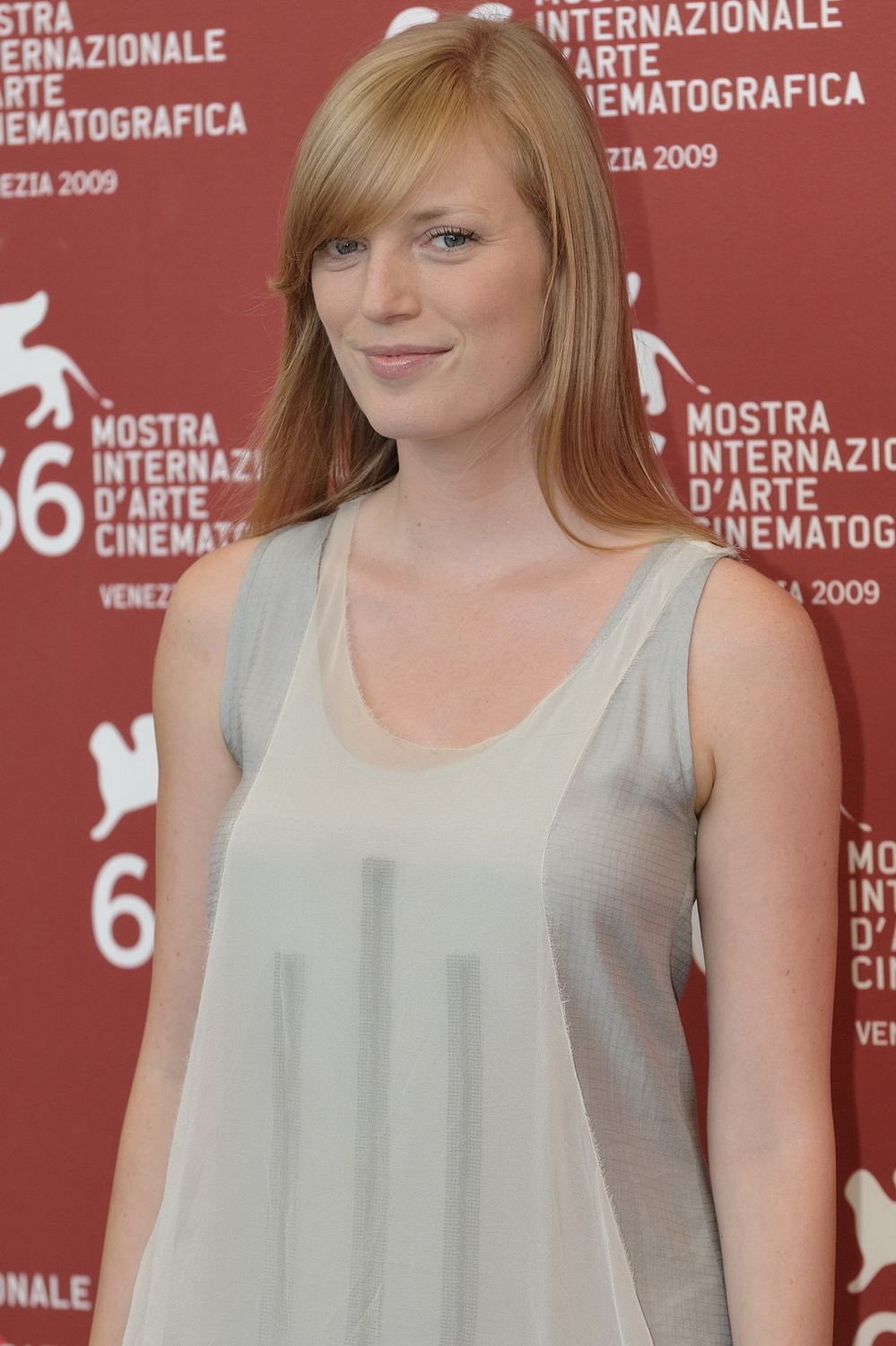
Sarah Polley aparece como estrella invitada en el episodio interpretándose a sí misma.

Sarah Polley había dejado de actuar hacía 17 años y decidió centrarse en su carrera como directora. Mientras promocionaba la gira de premios de Women Talking, ella se acercó a Seth Rogen en busca de consejos, donde él le sugirió una aparición especial en la serie. Polley dijo que su decisión de volver a actuar se basó en que "si alguna vez vuelvo a hacerlo, tiene que ser después de un largo descanso, y tengo que olvidar todo lo que sé y hacer algo totalmente diferente".  Estaba muy interesada en interpretar una versión de sí misma que se impacienta: "Definitivamente pierdo la paciencia de una manera que nunca me ha pasado en el set, pero fue extraordinariamente terapéutico poder hacerlo como actriz. No me estaba interpretando exactamente a mí misma. Estaba interpretando un personaje de mí misma que pensé que sería más entretenido. Nunca digas nunca, pero he logrado pasar cuatro películas [como directora] sin tener una crisis nerviosa en el set".

### Rodaje
Rogen explicó el propósito de usar una escena sin cortes para el episodio: "Pensábamos que [el uso del sin cortes] realmente iba a capturar el pánico y la manía, la naturaleza comprimida de las líneas de tiempo y las historias, que muchos de los episodios tienen".  El director de fotografía Adam Newport-Berra dijo que para prepararse para el formato del episodio, el equipo grabó las líneas en el lugar mientras las cronometraba. Dijo: «A menudo teníamos que averiguar cómo fusionar dos localizaciones, o cómo pasar de una escena a otra». El equipo utilizó un estabilizador Ronin para facilitar las secuencias de conducción.
El guion, que constaba de 40 páginas, se dividió en cuatro días de rodaje. Así, se ensayaron cuatro fragmentos de 10 páginas en días separados, de 10 a. m. a 5 p. m., antes de filmarlos finalmente de 5 p. m. a 6:30 p. m. Rogen añadió: «Pensé que iba a ser demasiado oscuro. La toma que usamos, creo, fue la última vez que lo hicimos. Y, de hecho, terminó funcionando a la perfección».

## Reseñas críticas
"The Oner" recibió elogios de la crítica. Brian Tallerico, de The AV Club, calificó el estreno con una "A-" y escribió: "Es un episodio fantástico de televisión, una ráfaga de comedia que funciona bien en la trama de este programa o como cortometraje independiente. Además, es una entrega que resalta el ritmo de los diálogos de Rogen y Goldberg, con diálogos que impulsan la trama y, al mismo tiempo, provocan risas habituales".
Keith Phipps, de Vulture, le dio al episodio una calificación perfecta de 5 estrellas sobre 5 y escribió: «Una media hora de televisión brillante y agotadora, “The Oner” profundiza en el personaje de Matt para descubrir nuevas profundidades de inseguridad. Que esta inseguridad esté ligada a su compromiso con hacer buenas películas lo hace simpático, pero no puede reparar el daño que causa. No es un ególatra, pero tampoco carece de ego. Le emociona la idea de que su sugerencia termine en una película y le encanta la atención y los halagos que Lee le prodiga. Pero sobre todo, es incapaz de salir de su propio camino y, en consecuencia, estorba a los demás».
Ben Sherlock, de Screen Rant, escribió: «El segundo episodio se basa en los personajes, su mundo y las relaciones establecidas en el primer episodio, elevando aún más la sátira y creando una serie que comprende profundamente su propósito y lo logra con maestría». Nicole Gallucci, de Decider, escribió: «Claro, apenas es marzo. Pero ya estamos seguros de que “The Oner” pasará a la historia como uno de los episodios televisivos más grandiosos, divertidos y estresantes de 2025».